# Joseph Anton Dollmayr
Joseph Anton Dollmayr (* 24. Mai 1804 in Nesslau; † 1. Juni 1840 in Solothurn) war ein deutscher Pädagoge in der Schweiz.

## Leben
Joseph Anton Dollmayr war das sechste von 10 Kindern eines deutschen Schusters, der aus dem Fürstentum Hohenzollern-Sigmaringen in die Schweiz eingewandert war, dort heiratete und sich in Neu St. Johann im Toggenburg niederliess.
Er besuchte in Neu St. Johann die Dorfschule und arbeitete nach deren Abschluss in einem örtlichen Webkeller. In dieser Zeit nahm er auch lateinischen Sprachunterricht beim Kaplan und wurde später durch die Empfehlung eines Kapitulars der Benediktinerabtei Pfäfers in der dortigen Klosterschule aufgenommen.
1821 wurde er aus der Klosterschule verwiesen, weil er sich dem Klosterzwang nicht unterordnen wollte; so flüchtete er gelegentlich durch einen Kanal, der aus dem Kloster hinausführte.
Daraufhin ging er im Herbst 1821 nach Solothurn, um dort die Höhere Lehranstalt zu besuchen. Einer seiner Lehrer, Professor Anton Kaiser (1791–1849), erteilte ihm Privatunterricht. Joseph Anton Dollmayr entwickelte sich zu einem sehr guten Schüler, aber er tadelte die Mängel der Lehranstalt, besonders die Philosophie, und widersetzte sich den Verordnungen; darüber hinaus verfasste er Spottgedichte auf die Professoren und galt als «Tonangeber der unruhigen Köpfe unter den Studierenden». Dies führte dazu, dass er nach vier Jahren, in denen er humanistische und philosophische Kurse absolvierte und auch als Privatlehrer tätig war, 1825 aus Solothurn verwiesen wurde.
Weil er ein geistliches Amt zukünftig nicht mehr anstrebte, ging er an die Ludwig-Maximilians-Universität München, um dort Jura zu studieren. Nach einiger Zeit hörte er wieder überwiegend philosophische Vorlesungen bei Friedrich Wilhelm Joseph Schelling, Franz von Baader und Karl Christian Friedrich Krause, Geschichte bei Joseph Görres und altdeutsche Literatur bei Hans Ferdinand Maßmann. Mit den Professoren Maßmann und Krause war er ebenso befreundet wie mit Constantin von Höfler und Karl Philipp Fischer, die er in München kennen lernte. Während seines Münchener Aufenthaltes wurde er Hofmeister des einzigen Sohnes des Grafen Buttler auf Haimhausen.
1833 begann die Regierung gegen die Studentenverbindungen an mehreren Universitäten einzuschreiten. Dies führte dazu, dass Joseph Anton Dollmayr am 27. April 1834 die Weisung erhielt, innerhalb von 24 Stunden München und innerhalb von drei Tagen das Königreich zu verlassen, daraufhin kehrte er nach Solothurn zurück.
In Solothurn wurde ihm durch den Erziehungsrat die Stelle eines Professors der Philosophie und Geschichte an der Höheren Lehranstalt angeboten; dieses Angebot verdankte er dem Einfluss von Freunden und seiner Schrift «Anleitung zum philosophischen Denken». Die Höhere Lehranstalt, die 1832 durch den Einfluss des Staatsrats Urs Joseph Lüthi umgestaltet worden war, verdankte Joseph Anton Dollmayr die Berufung mehrerer Lehrer (Heinrich Georg Friedrich Schröder, Otto Möllinger, Heinrich Simon Lindemann, Matthäus Weishaupt (1833–1877) und Karl Völckel (1819–1855)) aus Deutschland, den Ausbau der Bibliothek sowie des physikalischen Kabinetts. Seine modernen Ansichten wurden im Erziehungsrat und im Professorenkollegium heftig kritisiert, und er konnte deswegen nur wenige Verbesserungsvorschläge durchsetzen. Aufgrund dieser Entwicklungen wie auch wegen seines Gesundheitszustandes stellte er seine öffentlichen Vorlesungen gänzlich ein und liess sich 1839 an der Höheren Lehranstalt beurlauben. Der gesundheitliche Zustand begründete sich vermutlich auf die ärmlichen Bedingungen, unter denen er seine Schulbesuche im Kindesalter und darauffolgend absolviert hatte, die zu seinem frühen Tod führten.
In Solothurn gründete er einen literarischen Verein, der unter der Redaktion seines Freundes Alfred Hartmann die Zeitschrift für Literatur und Kritik Morgenstern herausgab. Diese Zeitschrift musste jedoch nach einem Jahr wegen mangelnder Abonnenten wieder eingestellt werden.

## Burschenschaft
Während seines Studiums an der Universität München wurde er in die Studentenverbindung Markomannen aufgenommen.

## Werke
- Anleitung zum philosophischen Denken. Jaquet, München 1834.